# David Haye
David Deron Haye (Londres, 13 de outubro de 1980) é um pugilista britânico peso-pesado, que foi campeão mundial dos pesos-pesados pela Associação Mundial de Boxe.

## Biografia
Haye começou a participar de torneios de boxe amador em 1999, quando tinha 19 anos de idade. Suas primeiras lutas mostraram que se tratava de um boxeador promissor, razão pela qual chegou a disputar o Campeonato Mundial de Boxe Amador de 2001. Lutando na categoria dos pesos-pesados, Haye perdeu a final para o cubano Odlanier Solís e ficou com a medalha de prata.
Em 2002, Haye deu início a sua carreira profissional, com um nocaute sobre Tony Booth, em dois assaltos. Em seguida, Haye seguiu despachando os seus adversários, tendo vencido todas as sete lutas que fez em 2003, o que acabou lhe rendendo uma popularidade crescente na Inglaterra.
Após uma vitória fácil sobre o ex-campeão mundial dos cruzadores Arthur Williams, em maio de 2004, Haye conseguiu agendar sua luta seguinte contra Carl Thompson, que era o detentor do cinturão dos cruzadores da Organização Internacional de Boxe. Assim sendo, em setembro de 2004, um veterano Thompson de 40 anos de idade subiu ao ringue contra um sedento desafiante. Haye vencia a luta até o quinto assalto, quando acabou sendo nocauteado por Thompson. Haye conseguiu se levantar, porém foi novamente atingido por um duro golpe, que deixou-o indefeso nas cordas, o que levou seu córner a jogar a toalha.
Recuperando-se de seu revés, Haye tornou a vencer suas lutas seguintes facilmente e, em dezembro de 2005, nocauteou o ucraniano Alexander Gurov, em apenas 45 segundos de luta. Com essa vitória contra Gurov, Haye conquistou o título de campeão dos cruzadores pela União Europeia de Boxe.
Em 2006, Haye fez três bem-sucedidas defesas do seu título europeu dos cruzadores, porém, em abril de 2007, Haye decidiu fazer sua primeira luta entre os pesos-pesados. Estreando contra o polonês Tomasz Bonin, à época um lutador bem qualificado, Haye obteve uma convincente vitória por nocaute no primeiro assalto.
Haye desafiou a seguir o campeão mundial dos cruzadores Jean-Marc Mormeck, detentor dos cinturões do Conselho Mundial de Boxe e da Associação Mundial de Boxe. Realizada em novembro de 2007, essa luta terminou com a vitória de Haye sobre Mormeck, em um nocaute técnico no sétimo assalto, mesmo depois de Haye ter ido à lona no quarto.
Uma vez campeão mundial dos cruzadores, Haye pretendia não mais lutar nesta categoria, no entanto, uma luta de unificação de títulos contra o galês Enzo Maccarinelli, que era o detentor do título dos cruzadores pela Organização Mundial de Boxe, o fez mudar de ideia. Haye e Maccarinelli subiram ao ringue, em março de 2008, em uma luta prevista para terminar em nocaute, haja vista que ambos os lutadores eram sabidamente pegadores. Após um primeiro assalto pouco movimentado, Haye derrubou Moccarinelli no segundo round. Moccarinelli ergueu-se cambaleante, mas o árbitro deu a luta por encerrada.
Encerrando sua jornada entre os cruzadores de uma maneira esplêndida, Haye fez sua transição definitiva para os pesos-pesados, em novembro de 2008, quando derrotou o americano Monte Barrett. Em seguida, o campeão mundial Wladimir Klitschko aceitou colocar seus dois cinturões em disputa contra Haye, em uma luta que supostamente deveria ter acontecido em julho de 2009. Haye não confirmou sua presença na luta, alegando uma contusão nas costas. 
Não obstante, em novembro de 2009, Haye subiu ao ringue contra o gigante Nikolai Valuev, o então detentor do cinturão dos pesos-pesados da Associação Mundial de Boxe. Enfrentando um adversário de 2,13m de altura, Haye valeu-se de sua agilidade para esquivar-se dos potentes golpes de Valuev e poder contra-atacar na hora certa. A estratégia de Haye quase levou o gigante à lona no décimo segundo e último assalto da luta, porém, o resultado da luta acabou nas mãos dos jurados, que em uma decisão dividida deram vitória para Haye.
Após se tornar campeão mundial dos pesados pela Associação Mundial de Boxe, em 2010, Haye defendeu seu título com sucesso contra John Ruiz e Audley Harrison. Entretanto, em julho de 2011, quando finalmente subiu ao ringue contra Wladimir Klitschko, Haye acabou perdendo seu cinturão.

## Ligações internas
- Lista dos campeões mundiais de boxe dos cruzadores
- Lista dos campeões mundiais de boxe dos pesos-pesados